# Le Fantôme de Tito
Pour plus de détails, voir Fiche technique et Distribution.
Le Fantôme de Tito (Maršal) est un film croate réalisé par Vinko Brešan, sorti en 1999.

## Synopsis
Sur l'île de Vis, en 1998, durant les funérailles d'un Partisan, ses camarades voient apparaître le fantôme de Tito.

## Fiche technique
- Titre : Le Fantôme de Tito
- Titre original : Maršal
- Réalisation : Vinko Brešan
- Scénario : Ivo Brešan et Vinko Brešan
- Musique : Mate Matisic
- Photographie : Zivko Zalar
- Montage : Sandra Botica
- Production : Ivan Maloca et Ljubomir Sikic
- Société de production : Hrvatska radiotelevizija et Interfilm
- Pays :  Croatie
- Genre : Comédie
- Durée : 97 minutes
- Dates de sortie : 
  -  Croatie : 1999

## Distribution
- Dražen Kühn : Stipan
- Linda Begonja : Slavica
- Ilija Ivezić : Marinko Cicin
- Ivo Gregurević : Luka
- Boris Buzančić : Jakov
- Ljubo Kapor : Bura
- Inge Appelt : Mare
- Bojan Navojec : Misko
- Predrag Vušović : Toni
- Boris Svrtan : Lijan Mulderic
- Ksenija Pajić : Danica Skulic
- Vlatko Dulic : Psihijatar
- Ivica Vidovic : Martin
- Biserka Ipsa : Irena

## Distinctions
Le film a remporté le prix du meilleur réalisateur au festival international du film de Karlovy Vary.